# Schotten
Schotten é uma cidade no meio do estado do Hesse, Alemanha. As cidades mais próximas são Alsfeld ao norte, Fulda no leste, Friedberg no sul e Gießen no oeste.